# Olivia Brown
Olivia Margarette Brown (ur. 10 kwietnia 1960) – amerykańska aktorka. Urodziła się we Frankfurcie, dorastała w Livonii w stanie Michigan (USA). Później, jej rodzina przeniosła się do Kalifornii. Znana z roli detektyw Trudy Joplin w serialu Policjanci z Miami. Zagrała również w takich produkcjach, jak Siódme niebo, Wyrzuć mamę z pociągu, 48 godzin, czy Ulice w ogniu.